# プラサン サンドキャット
プラサン サンドキャット（Plasan Sand Cat）は、フォード・スーパーデューティーの車台をベースに開発された軽装輪装甲車である。2005年にイスラエルのプラサン社によって開発され、2008年からはアメリカのオシュコシュ社に開発が移行した。

## 概要
プラサン サンドキャットは、イスラエルのプラサン社（Plasan Sasa Ltd）によって、フォード F-350の車体をベースに開発された軽装輪装甲車である。プラサン カラカル（Prasan Caracal）の名称でも知られる。オリジナルのフォードF-350に比べ、ホイールベースは2.84mに短縮されている。車体は2列座席の5ドアハードトップで、後部には天面と後面が開放された荷台スペースを有するが、荷台側面部には兵員室と同じ高さの車体構造板があるため、前方や横方向から見ると、荷台の無いSUVタイプの乗用車型車両に見える。装甲板は鋼鉄とセラミックの複合装甲となっており、フェンダー等にはカーボンファイバーが使用され、車体の軽量化に貢献している。
プラサン サンドキャットは、イスラエル国防軍の小型軍用車であるM240 ストームMk.1の後継車種として2005年に開発され、"カラカル"の名称で2005年10月のAUSAの展示会に出展された。翌2006年には、イスラエル国防軍はストームMk.1の後継としてMDT ダビデ軽装甲車の採用をアナウンスし、一方でストームMk.1を生産していたAIL社では後継車種のM242 ストームMk.2を開発し、こちらもイスラエル国防軍でテストが開始された。プラサン サンドキャットもイスラエル国防軍およびアメリカ軍でテストが行われ、2006年のユーロサトリには、"サンドキャット"の名称で展示された。
2007年7月にはプラサン サンドキャット プラス（Plasan Sand Cat Plus）の名称で、車体後部まで装甲車体で覆われたSUVタイプ（バンタイプ）の車両が発表された。サンドキャット プラスは、座席数が8席に増やされており、目立たないよう民間車両のような塗装が施された状態で展示され、SWATなど警察特殊部隊向けの人員輸送車両として提案された。

## オシュコシュ サンドキャット
2008年6月に、サンドキャットはアメリカのオシュコシュ社により再設計され、オシュコシュ サンドキャット（Oshkosh Sand Cat）となった。オシュコシュ サンドキャットは、ベース車両がフォード F-350からフォード F-550に変更され、ホイールベースは2.94mとなった。プラサン サンドキャットで提案されていた、車体後部が開放式の荷台になっているタイプ（基本型）と、クローズドトップのバンタイプ車両（サンドキャット プラス）の2種類の車体バリエーションは、オシュコシュ サンドキャットにも継承されている。また、プラサン サンドキャットは車体前面のデザインが元のフォードF-350の面影をほぼそのまま残していたのに対し、オシュコシュ サンドキャットの車体前面デザインは、幾何学的な形状のメッシュを配した独特のものとなっている。
オシュコシュ サンドキャットは、装甲化ハンヴィーの後継車種として提案され、MRAP（Mine Resistant Ambush Protected、エムラップ、耐地雷・伏撃防護車両）系車両の戦訓に基づき、衝撃吸収構造を持った兵員用座席、V字型で地雷に対する防御力を高めた車体底部などの技術が採用された。2010年には、車体底面の防御力を更に強化する第二次改修が適用された。

## 採用国
開発元であるイスラエルでは、 少なくとも2015年までには、本来の計画であったイスラエル国防軍でのストームMk.1の後継としての本格採用は行われていない模様で、同じフォード・スーパーデューティーの車台をベースに開発されたZeev装輪装甲車の配備が始まっていることから、今後も大量配備の可能性はあまり高くないと考えられるが、イスラエル警察において採用され、警察用装甲車として使用されている。その他、いくつかの国でも採用されているが、イスラエルでのケースと同様、軍用の装甲車としてよりも、憲兵部隊や武装警察用の軽装甲車として採用されるケースが多い。
2023年に、イスラエル国防軍治安維持任務用に、ロングボディー型の発展モデルであるティグリス装輪装甲車が配備された。
- イスラエル
- アゼルバイジャン - 2024年時点で、アゼルバイジャン陸軍が106両のサンドキャット汎用装甲車型と、35両の対戦車車両型（スパイク対戦車ミサイル搭載）、18両の120mm自走迫撃砲型を保有[6]。
- ブルガリア[7] - 2024年時点で、ブルガリア陸軍が27両のサンドキャット汎用装甲車を保有[8]。
- カナダ[1]
- コロンビア[9] - 2024年時点で、コロンビア陸軍が13両のサンドキャット汎用装甲車を保有[10]。
- エルサルバドル - 2024年時点で、エルサルバドル陸軍が5両以上のサンドキャット汎用装甲車を保有[11]。
- カザフスタン - 2019年にイスラエルから推定20両のサンドキャットを導入[12]。2023年時点で、カザフスタン陸軍が保有[13]。
- メキシコ[14][15]
- ナイジェリア[16]
- スウェーデン - スウェーデン警察特殊部隊"Piketen"に配備。[17]
- 韓国 - 延坪島砲撃事件の後に、スパイクNLOSミサイルを装備したサンドキャットを延坪島と白翎島に駐留する部隊に配備[18]。
- ブラジル - リオデジャネイロ市警察に配備。

## 画像

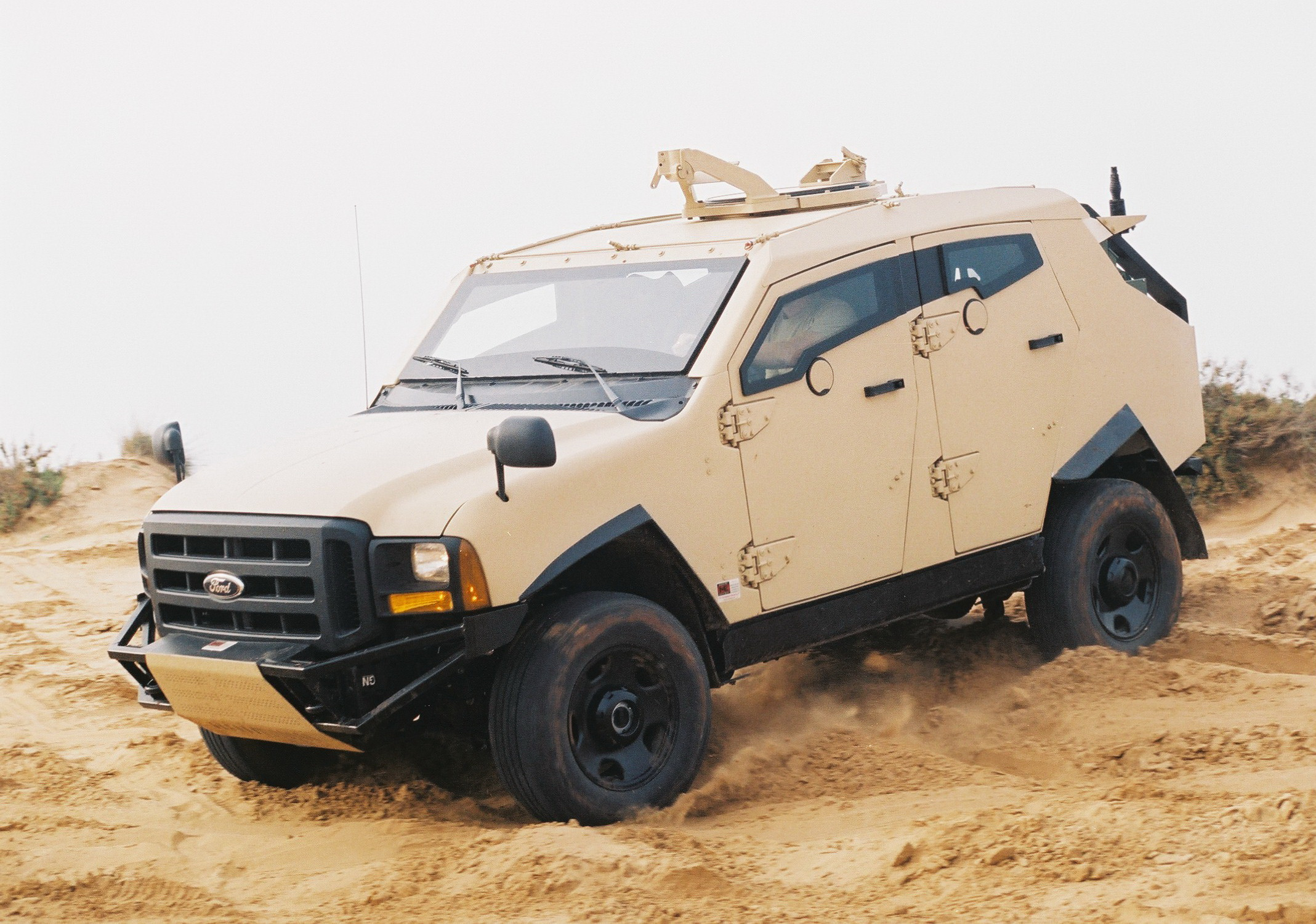
プラサンサンドキャット。フォードF-350の面影を残すデザインが特徴。
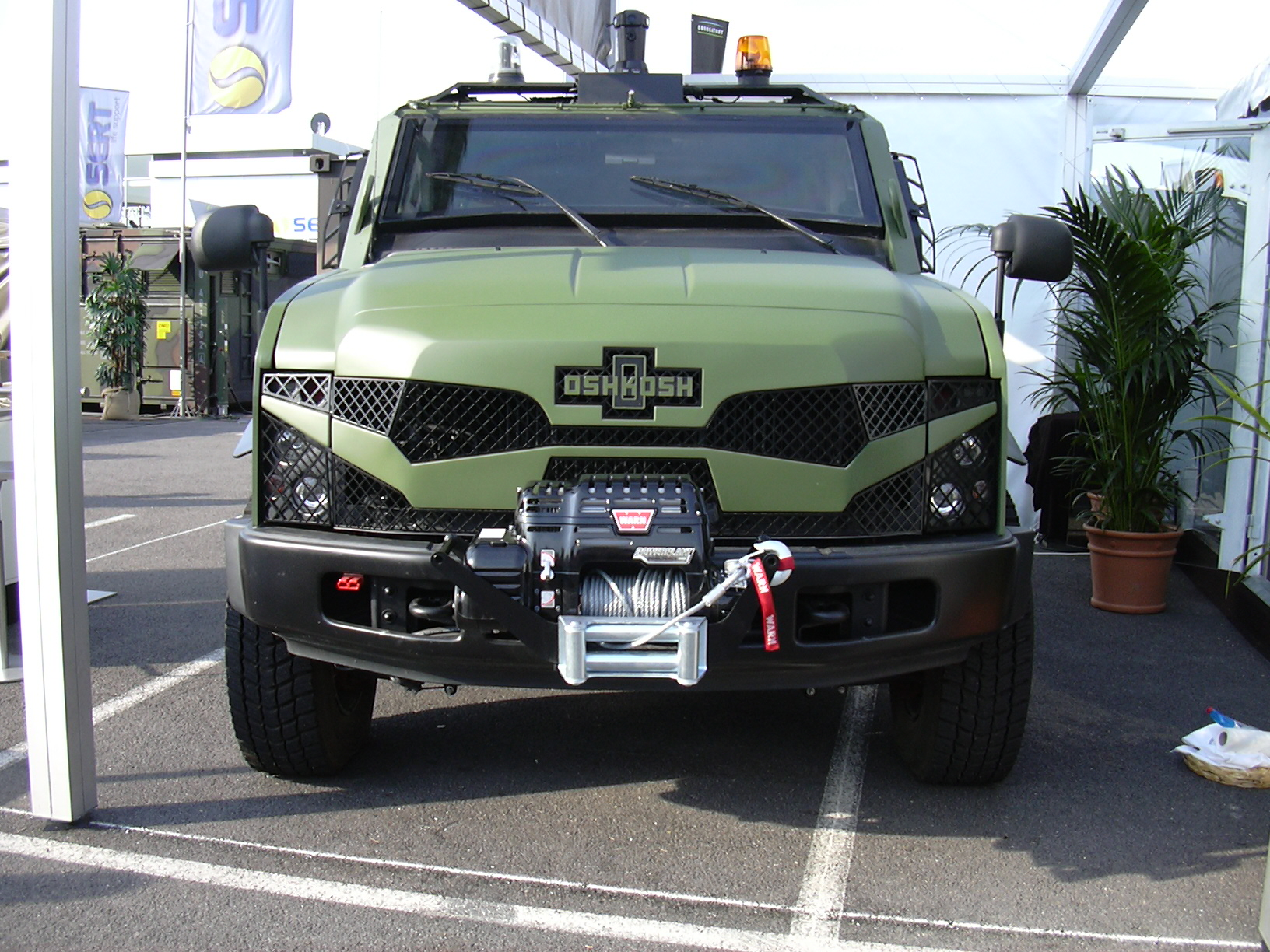
オシュコシュ サンドキャットの車体前面。
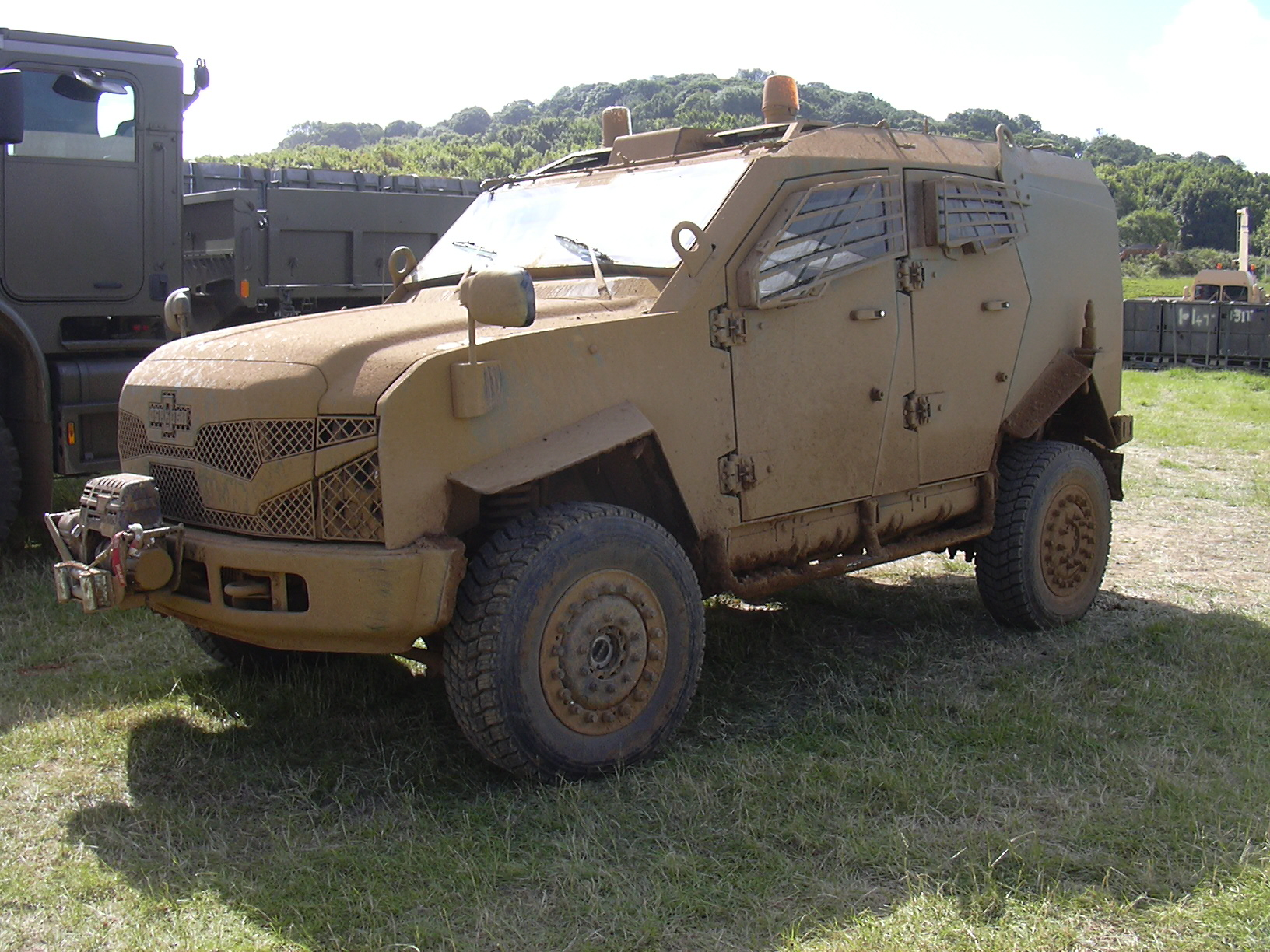
オシュコシュ サンドキャットの車体側面。車体後部までルーフで覆われたバンタイプの車両。
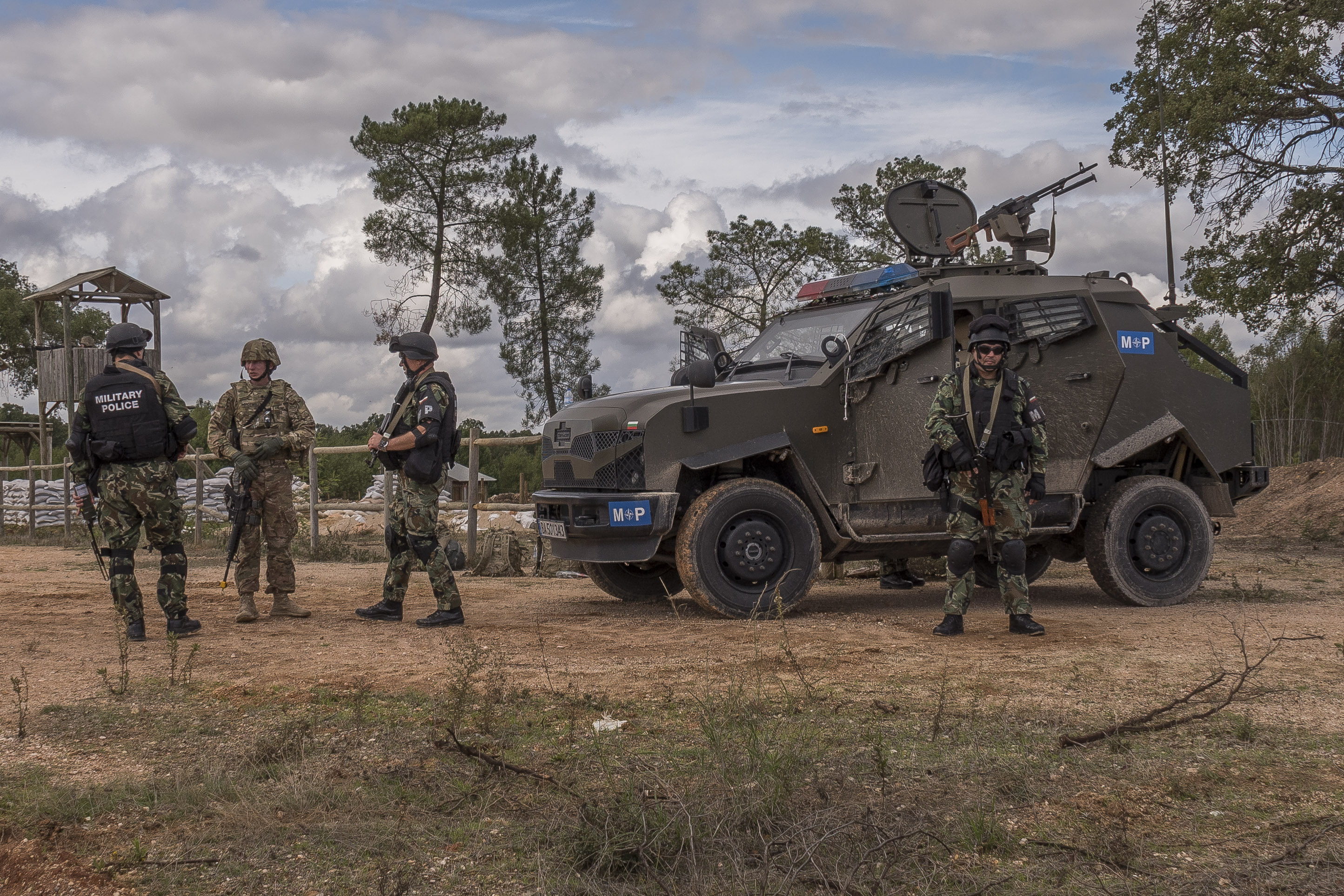
ブルガリア憲兵隊のサンドキャット。車体後部が斜めになっており、開放型の荷台を有するタイプである。
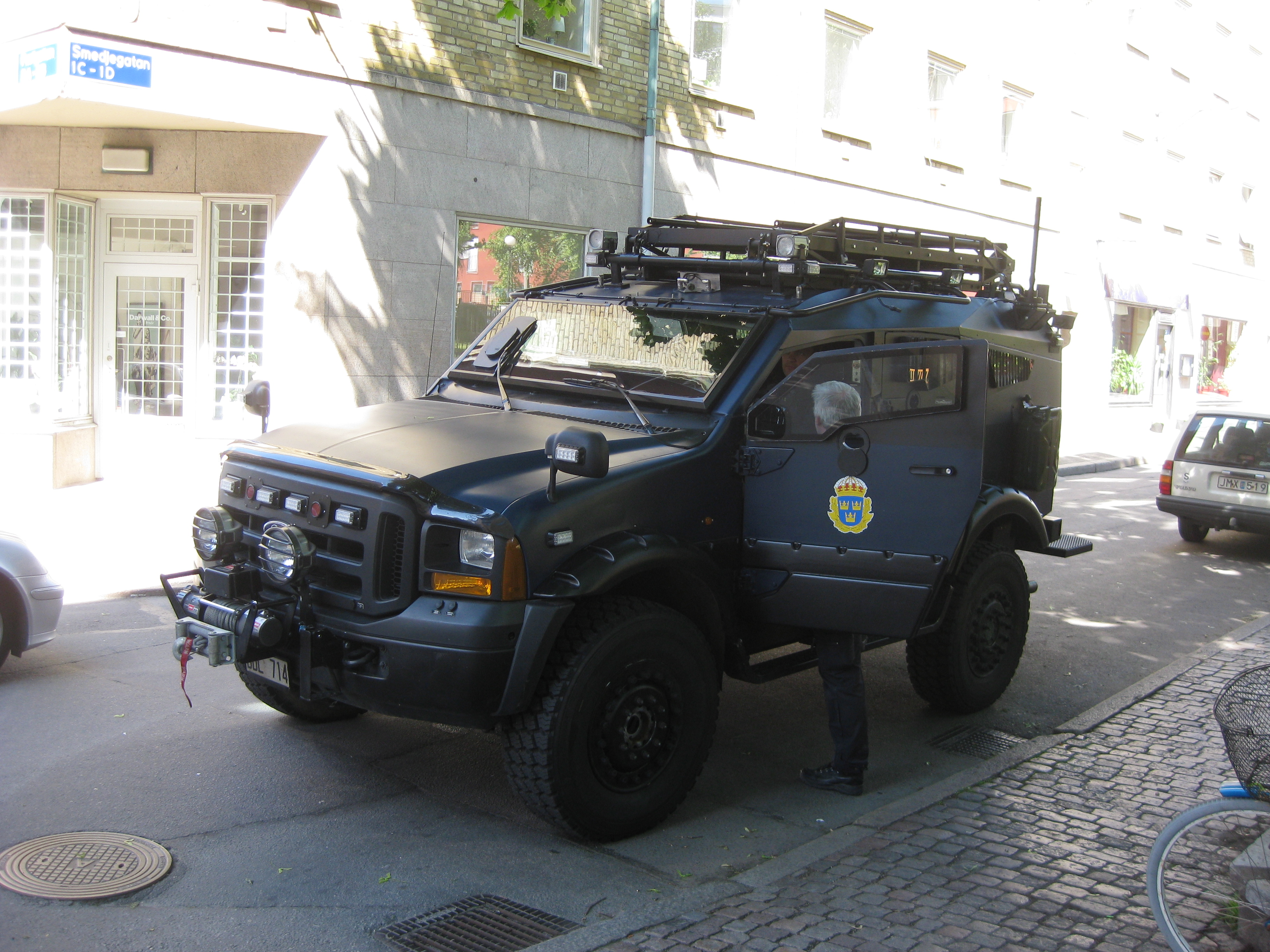
スウェーデン警察特殊部隊"Piketen"のサンドキャット。
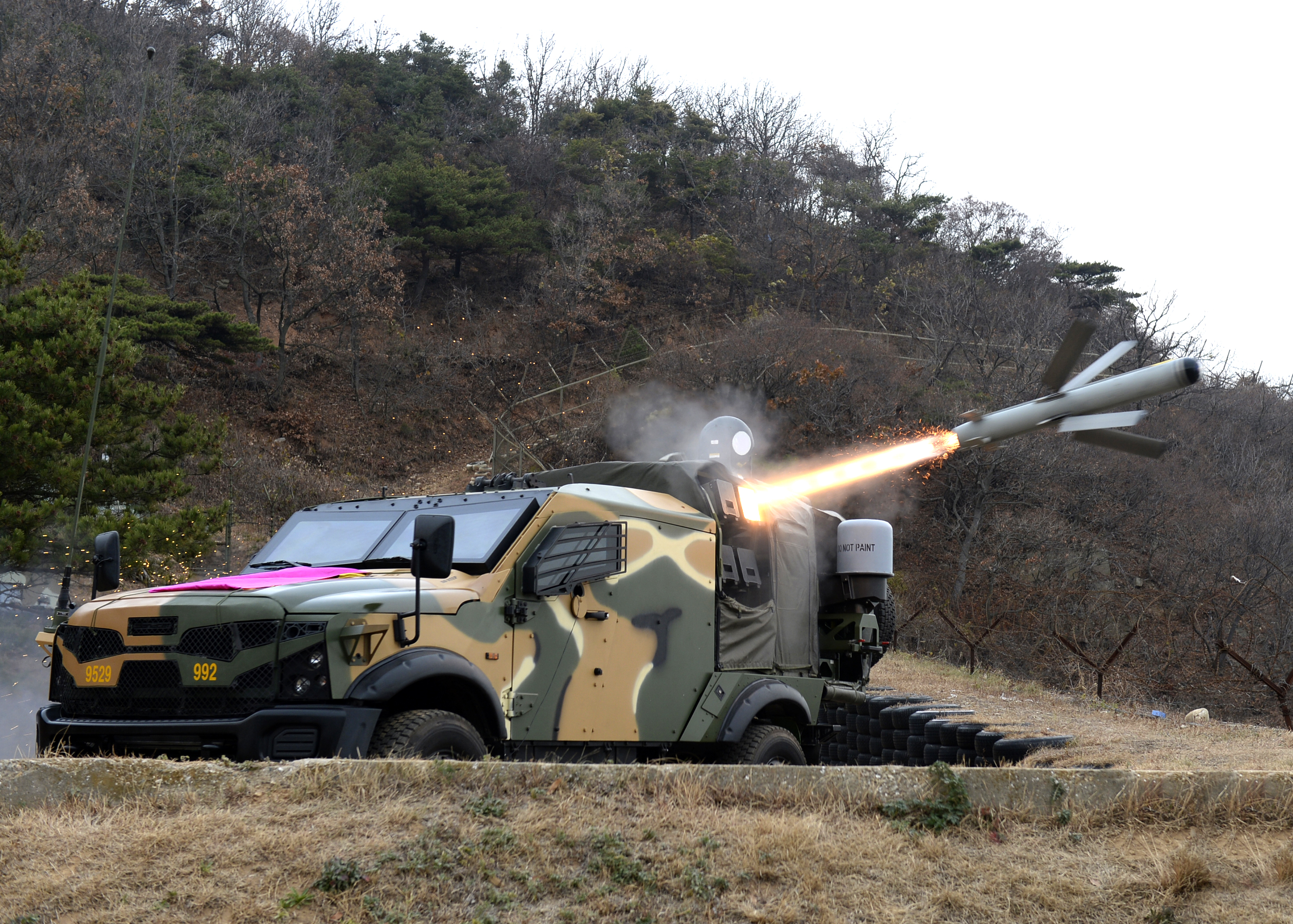
スパイクNLOSミサイルを発射する韓国軍のサンドキャット。
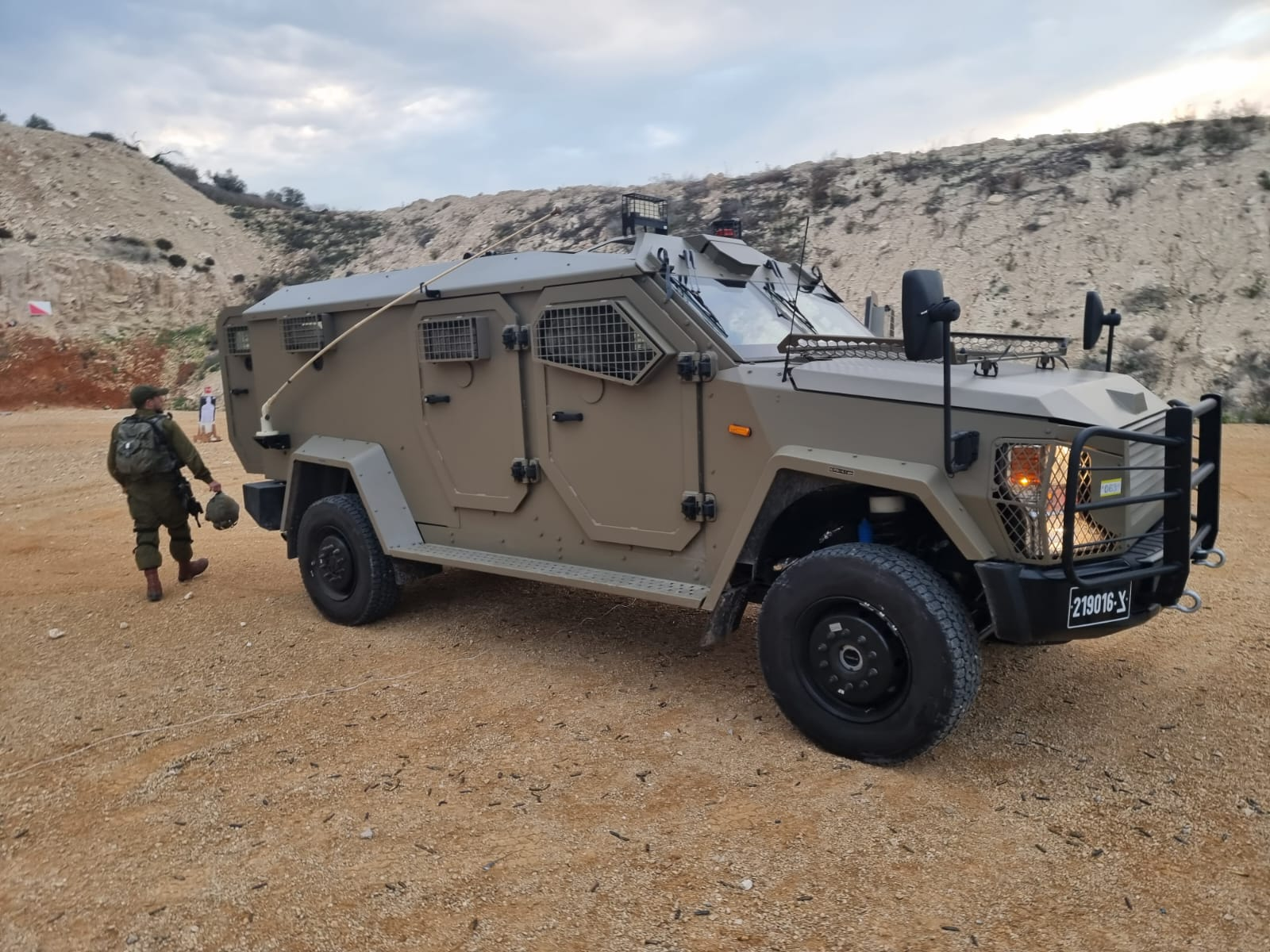
発展改良型のティグリス、2023年、イスラエル軍。